# Oscar Schmidt
Oscar Daniel Bezerra Schmidt (Natal, Rio Grande do Norte, 16 de febrer de 1958), també conegut com a Oscar Schmidt, és un exjugador de bàsquet professional brasiler. Jugava en la posició d'aler. Mesurava 2.05 m d'alçada i pesava 110 kg.
És considerat el màxim anotador de la història del bàsquet, amb un total de 49,973 punts anotats (incloent-hi els partits amb clubs i amb l'equip nacional). Posseeix també el rècord a la carrera més llarga d'un jugador de bàsquet professional i és el màxim anotador de la història dels Jocs Olímpics i dels Campionats del Món.
Fou nomenat un dels 50 Jugadors més Grans de la FIBA el 1991. El 20 d'agost de 2010, Schmidt va esdevindre membre del Saló de la Fama de la FIBA, com a reconeixement a la seua trajectòria internacional. El 8 de setembre de 2013 Schmidt fou nomenat membre del Saló de la Fama del Memorial Naismith.

## Carrera esportiva

### Carrera amb clubs
Com a jugador de l'E.C. Sírio del campionat de bàsquet brasiler, Schmidt va guanyar tant el Campionat sud-americà de clubs com la Copa Intercontinental de la FIBA el 1979.
Fou elegit en el draft pels New Jersey Nets en la sisena ronda del Draft de l'NBA de 1984, i tingué altres oportunitats de jugar en l'NBA, però sempre les va declinar per tal de continuar jugant amb l'equip nacional de Brasil (fins 1989 els jugadors de l'NBA no podien jugar amb equips nacionals).
Schmidt va guanyar la copa italiana amb el JuveCaserta el 1988. Fou el màxim anotador de la Lliga de Bàsquet italiana 7 vegades (1984, 1985, 1986, 1987, 1989, 1990 i 1992). També va liderar la Lliga ACB en anotació el 1994, quan era jugador del Valladolid.
Mentre jugava a Itàlia, va guanyar-se un fan en la futura estrel·la de l'NBA Kobe Bryant, qui va nomenar Schmidt com un dels seus ídols d'infantesa, i més tard va dir que Schmidt podria haver sigut un dels més grans en l'NBA si haguera jugat allà.
Tornà al seu país, Brasil, el 1995 per a jugar una vegada més el Campionat de Bàsquet brasiler amb el S.C. Corinthians Paulista. Fou el màxim anotador de la lliga brasilera 8 vegades (1996, 1997, 1998, 1999, 2000, 2001, 2002, 2003). Es va retirar el 26 de maig de 2003.

### Carrera amb l'equip nacional
Amb la selecció de bàsquet de Brasil, Schmidt jugà cinc Jocs Olímpics (el segon jugador a aconseguir-ho després de Teófilo Cruz) i fou el màxim anotador en tres d'ells. Tanmateix, no va passar mai dels quarts de final. En els Jocs Olímpics de 1980 va jugar set partits i anotà 169 punts, amb una mitjana de 24.1 per partit.
També anotà 169 punts en set partits en els Jocs Olímpics de 1984. La seua millor actuació Olímpica fou en els Jocs Olímpics de 1988, on va anotar 338 punts, amb una mitjana de 42.3 punts per partit.
El 1992, va anotar 198 punts en 8 partits, i el 1996 anotà 219 punts en 8 partits. En els 38 partits que va disputar als Jocs Olímpics, Schmidt posseeix el rècord de 1,093 punts, amb una mitjana de 28.8 punts per partit.
És el màxim anotador de la història en la Campionat del Món de la FIBA, amb un total de 906 punts anotats en 34 partits, per a una mitjana de 26.7 punts per partit. Va guanyar la medalla de bronze del Campionat del Món de 1978, on a més formà part del millor quintet del torneig. També formà part del millor quintet en el Campionat del Món de 1986 i el Campionat del Món de 1990, el qual també liderà en anotació, amb 34.6 punts per partit.
Schmidt guanyà la medalla d'or en els Jocs Panamericans de 1987 disputats a Indianapolis, en guanyar a la final a la selecció dels Estats Units. Brasil hagué de fer front a un dèficit de 68-54 al descans. Schmidt acabà amb 46 punts a la final en la victòria de Brasil per 120-115 .

## Vida personal
El 13 de maig de 2013, Schmidt fou operat d'un tumor maligne al cervell. Al principi, ningú no va saber-ne res excepte la seua família. La premsa s'assabentà de la malaltia quinze dies després de la cirurgia en un sopar on se celebrava el 50é aniversari de l'equip nacional brasiler que fou dos vegades campió mundial d'homes sénior. Schmidt no va aparéixer en públic mentre es recuperava de les sessions de quimioteràpia. La malaltia es troba ara en remissió.
El 2016 fou un dels convidats a la cerimònia d'obertura del Jocs Olímpics de Rio 2016, juntament amb altres celebritats brasileres com la model Gisele Bündchen, l'actor Gustavo Goulart i el cantant Caetano Veloso, entre d'altres.

## Trajectòria en clubs
- S.E. Palmeiras: Campionat de Bàsquet brasiler: 1974-78
- E.C. Sírio: Campionat de bàsquet brasiler: 1978-82
- América do Rio: Campionat de bàsquet brasiler: 1982
- JuveCaserta: Segona Divisió italiana: 1982-83
- JuveCaserta: Lliga de bàsquet italiana: 1983-90
- Pavia: Segona divisió italiana: 1990-91
- Pavia: Lliga de bàsquet italiana: 1991-92
- Pavia: Segona divisió italiana: 1992-93
- Valladolid: Lliga ACB: 1993-95
- S.C. Corinthians Paulista: Campionat de bàsquet brasiler: 1995-97
- Barueri: Campionat de bàsquet brasiler: 1997-98
- Mackenzie: Campionat de bàsquet brasiler: 1998-99
- C.R. Flamengo: Campionat de bàsquet brasiler: 1999-03

## Palmarés

### Rècords als Jocs Olímpics
- Màxim anotador de la història: 1,093 punts
- Més punts en un torneig: 338
- Mitjana de punts més alta en un torneig: 42.3
- Més punts en un partit: 55
- Jugador més vell que anota 40 o més punts: 38 anys i 155 dies (anotà 45 punts)
- Més aparicions en el torneig d'homes: 5 (empatat amb Teófilo Cruz, Andrew Gaze i Juan Carlos Navarro)

### Individual
- Líder històric d'anotació en el basketbol professional (de forma no oficial)
  - 49,973 punts anotats (entre partits amb clubs i partits amb l'equip nacional)
- Líder històric d'anotació del Campionat del Món de la FIBA:
  - 906 punts en total, amb 26.7 punts per partit
- Campionat del Món de 1978: millor quintet del torneig
- Campionat del Món de 1986: millor quintet del torneig
- Campionat del Món de 1990: millor quintet del torneig
- Màxim anotador del Campionat del Món de 1990: 34.6 punts per partit
- Líder històric d'anotació als Jocs Olímpics:[9]
  - 1,093 punts en total, amb 28.8 punts per partit
- 3× màxim anotador del torneig de bàsquet als Jocs Olímpics:
  - Seül 1988 – 42.3 punts per partit (rècord en una edició)
  - Barcelona 1992 – 24.8 punts per partit
  - Atlanta 1996 – 27.4 punts per partit
- Més punts anotats en un partit dels Jocs Olímpics: 55 contra Espanya, el 24 setembre 1988
- 7× màxim anotador de la lliga italiana: 1984, 1985, 1986, 1987, 1989, 1990, 1992
- Màxim anotador de la lliga ACB: 1994
- Màxim anotador del campionat brasiler: (1979, 1980, 1996, 1997, 1998, 1999, 2000, 2001, 2002, 2003)
- Samarretes retirades en clubs: #18 JuveCaserta (1990), #11 Pavia (1993), #14 C.R. Flamengo (2003)
- Membre de la selecció europea de la FIBA: 1991
- Membre dels 50 millors jugadors de la FIBA : (1991)
- Orde Olímpic: 1997
- Saló de la Fama de la FIBA: 2010
- Basketball Hall of Fame: 2013
- Saló de la Fama del basketbol italià: 2017

### Clubs
- 4× Campió del Campionat Estatal de São Paulo: (Palmeiras 1974; Sírio 1978, 1979, Mackenzie 1998)
- 3× Campió del campionat brasiler: (Palmeiras 1977; Sírio 1979; Corinthians 1996)
- Campionat sud-americà de clubs de bàsquet: (Sírio 1979)
- Copa Intercontinental de la FIBA: (Sírio 1979)
- Finalista de la Recopa d'Europa: (Juvecaserta 1989)
- Campió de la Copa italiana: (Juvecaserta 1988)
- 2× Campió del Campionat Estatal de Rio de Janeiro: (Flamengo 1999, 2002)

### Selecció de Brasil
- 3× Campionat sud-americà de la FIBA: Or (Xile 1977; Brasil 1983; Colòmbia 1985)

- Campionat del Món de la FIBA: Bronze (Filipines 1978)

- 2× Campionat sud-americà de la FIBA: Plata (Argentina 1979; Uruguai 1981)

- Jocs Pan-americans: Or (Estats Units 1987)

- Jocs Pan-americans: Bronze (Puerto Rico 1979)

- Campionat de les Amèriques de la FIBA: Bronze (Mèxic 1989)